# Leća (oko)
Kristalna leća (lat. lens crystallina) je prozirna, bikonveksna struktura u oku koja, uz rožnicu, omogućuje da se zrake svjetlosti fokusiraju na mrežnici. Leća, promjenom oblika, mijenja žarišnu udaljenost oka pa može fokusirati objekte na različitim udaljenostima od oka, omogućujući tako da se na mrežnici formira oštra, stvarna slika objekta promatranja. Ova prilagodba oblika leće naziva se akomodacija. To je slično fokusiranju fotografske kamere okretanjem leće. Leća je dodatak na njenoj prednjoj strani.
Leća je također poznata pod nazivom aquula (latinski - potočić, umanjenica od aqua, voda) ili kristalna leća. Lomna snaga leće odraslog u prirodnom okruženju je oko 18 dioptrija, otprilike jedna trećina ukupne snage oka.

## Položaj, veličina i oblik leće
Leća je dio prednjeg segmenta oka. Prednja površina leće (facies anterior lentis) graniči sa šarenicom, koja regulira količinu svjetla koje ulazi u oko. Položaj leće osigurava suspenzorni ligament leće, prsten vezivnog tkiva koji se hvata na ekvator leće (aequator lentis) i povezuje leću s cilijarnim tijelom. Stražnja površina leće (facies posterior lentis) u kontaktu je sa staklastim tijelom. Leća ima bikonveksni oblik. Njena prednja ploha je manje zakrivljena nego stražnja. Promjer ekvatora leće iznosi 9-10 mm, a dužina osi leće (axis lentis) oko 4 mm, iako je važno napomenuti da se veličina i oblik leće mogu mijenjati obzirom na akomodaciju i zbog toga što leća raste tijekom cijelog života.

## Struktura i funkcija leće
Leća ima tri glavna dijela: lećnu kapsulu, lećni epitel i lećna vlakna. Površina leće pokrivena je lećnom kapsulom, a lećna vlakna čine najveći dio unutrašnjosti leće. Lećni epitel nalazi se samo na prednjoj površini leće, između lećne kapsule i površnog sloja lećnih vlakana.

2.1.	Lećna kapsula
Lećna kapsula je glatka, prozirna bazalna membrana koja u potpunosti okružuje leću. Stanice lećnog epitela sintetiziraju njene glavne komponente. Građena je od kolagena tipa IV i sulfatnih glikozaminoglikana. Kapsula je vrlo elastična i zato leća može poprimiti više kuglast oblik kada nije napeta zonularnim vlaknima, koji povezuju kapsulu leće i cilijarno tijelo. Debljina kapsule je 2-28 μm. Njen prednji dio nekoliko je puta deblji od stražnjega - najdeblja je na ekvatoru, a najtanja na stražnjem polu leće (polus posterior lentis).

### Lećni epitel
Lećni epitel se nalazi samo na prednjoj površini leće, između lećne kapsule i lećnih vlakana. Sastoji se od jednog sloja kubičnih epitelnih stanica. Stanice lećnog epitela odgovorne su za većinu funkcija leće. Kako leća prima hranjive tvari i ione iz očne vodice, Na+/K+ pumpa u stanicama lećnog epitela izbacuje ione iz leće i tako održava odgovarajući osmolaritet i volumen leće. Aktivnost Na+/K+ pumpe omogućuje tok vode i struje tako da tekućina ulazi na prednjem i stražnjem polu leće, a izlazi u području ekvatora.
Od stanica smještenih na ekvatoru leće stalno se razvijaju nova lećna vlakna pa se leća povećava tijekom cijelog života.

### Lećna vlakna
Lećna vlakna čine glavninu leće. Stanice lećnog epitela se u preekvatorijalnoj zoni dijele, izdužuju i spuštaju u dublje slojeve leće pretvarajući se u lećna vlakna promjera 4-7 μm, duga do 12 mm. Protežu se uzduž iz stražnjeg prema prednjem polu i prerezani vodoravno raspoređeni su u koncentričnim slojevima poput glavice luka, a prerezani duž ekvatora izgledaju poput pčelinjeg saća. Sredina svakog vlakna nalazi se na ekvatoru. Ti čvrsto upakirani slojevi vlakana leće nazivaju se lamine.
Leća je podijeljena na regije, ovisno o dobi lećnih vlakana određenog sloja. Od središnjeg, najstarijeg sloja prema van, leća je podijeljena na embrionalnu jezgru, jezgru ploda, odraslu jezgru i vanjski korteks. Novi lećna vlakna, nastala iz stanica lećnog epitela, dodaju se na vanjski korteks. Zrela lećna vlakna nemaju organela ni jezgre.

### Akomodacija ili mehanizam fokusiranja leće
Leća je fleksibilna i njena zakrivljenost je pod kontrolom cilijarnog mišića preko zonularnih vlakana (zonula ciliaris). Promjenom zakrivljenosti leće, oko može fokusirati objekte na različitim udaljenostima od njega. Ovaj proces se naziva akomodacija ili mehanizam fokusiranja leće. Kontrakcijom cilijarnog mišića se skraćuje razmak između cilijarnih vlakana - time se polazište zonularnih vlakana približava njihovom hvatištu na leći, a njihov vlak smanjuje. Leća se pri tome ispupči, više prednja nego stražnja ploha. Lomna jakost leće se pri tome povećava. Kad prestane kontrakcija mišića, opuštanje napetih suprakorioidnih lamela povuče žilnicu prema nazad - zonularna vlakna se nategnu, pojačaju vlak na ekvator leće i leća poprima spljošten oblik prilagođen za gledanje na daljinu. Akomodacija za gledanje na blizinu zahtijeva objedinjavanje tri akcije: zadebljavanje leće, konvergenciju i sužavanje zjenice.
Indeks loma leće varira od oko 1,406 u središnjim slojevima do 1,386 u manje gustom korteksu leće.

### Kristalini i prozirnost leće
Lećna vlakna ispunjeni su bjelančevinom iz skupine kristalina. Kristalini su topivi proteini koji čine preko 90% proteina leće. Tri glavne vrste kristalina u ljudskom oku su α-, β- i γ- kristalin. Kristalini imaju tendenciju da se formira topiva tvorba visoko molekulrne težine koja čini čvsti paket lećnih vlakana, čime se povećava indeks loma leće, a da pritom zadrže svoju prozirnost. β- i γ- kristalini nalaze se prvenstveno u leći, a podjedinica α-kristalin je izolirana od drugih dijelova oka i tijela.
Drugi važan činilac u održavanju prozirnosti leće je odsutnost organela koji raspršuju svjetlost kao što su jezgra, endoplazmatski retikulum i mitohondriji unutar zrelih lećnih vlakana. Lećna vlakna imaju vrlo velik citoskelet koji održava precizan oblik i pakiranje lećnih vlakana; prekidi/promjene u određenim elementima citoskeleta može dovesti do gubitka prozirnosti.

## Razvoj i rast leće
Leća u čovjeka najprije se pojavljuje kao lećna plakoda - diskoidno zadebljanje površnih epitelnih stanica povrh primarnog očnog mjehurića (oko 27. dana embrionalnog razvoja). Lećna plakoda ima vlastitu bazalnu membranu, koja je uskim prostorom odvojena od bazalne membrane optičkog vrča. Stanice lećne plakode se izdužuju i udubljuju prema unutra skupa s optičkim vrčem, te se plakoda diferencira u lećnu jamicu, pa lećni vrč, i konačno lećni mjehurić. Lećni mjehurić se 33. dana odvoji od površnog epitela. Ne ostaje nikakvih tragova tog odvajanja ni na epitelu niti na leći, a bazalna membrana leće zacijeli tvoreći osnovu kapsule leće. Epitel leće luči još matriksa na bazalnu membranu, gradeći tako kapsulu leće. Tako je leća kapsulom imunološki izolirana. 
Stražnje epitelne lećne stanice, primarna lećna vlakna, izdužuju se i u prozirna lećna vlakna (fibrae lentis), te postupno ispunjavaju šupljinu lećnog mjehurića od straga prema naprijed. 
Stanice prednje stijenke lećnog mjehurića ostaju kao jedan sloj niskih stanica, tvoreći epitel leće. 
Prednje epitelne lećne stanice sele se prema ekvatoru tvoreći sekundarna lećna vlakna. Sekundarna lećna vlakna umeću se između lećne kapsule i primarnih lećnih vlakana susrećući se u šavima leće. Šav ima sprijeda oblik slova Y, a straga oblik obrnutog Y. U trećem mjesecu najdublja vlakna sazru - izgube jezgru i organele.
Krajem petog tjedna embrionalnog razvoja mezenhim s krvnim žilama ispunjava očni vrč okružujući i lećni mjehurić. Iz mezenhima koji se nađe tik uz leću ravija se kapsula leće. U početku je kapsula leće bogato vaskularizirana ograncima hijaloidne arterije, no oni kasnije posve nestanu. 
Leća raste uglavnom zahvaljujući rastu lećnih vlakana, no mogu nastati i nova vlakna, i to dijeljenjem stanica u ekvatorijalnom dijelu leće. Njihovo stvaranje se nastavlja i nakon rođenja, tokom cijelog života (zbog tog trajnog potencijala rasta nastaje sekundarna katarakta nakon ekstrakapsularne ekstrakcije).
|  |  |

## Prehrana leće
Leća je metabolički aktivna i zahtijeva hranu za rast i prozirnost. U usporedbi s drugim tkivima u oku, leća ima znatno niže energetske potrebe. 
Do devetog tjedna razvoja, leća je okružena i opskrbljena spletom krvnih žila, tunica vasculosa lentis, koja je derivat hijaloidne arterije. Početkom četvrtog mjeseca razvoja, hijaloidna arterija i njegova okolna vaskulatura počnu atrofirati i potpuno nestanu do rođenja. U postnatalnom oku, Cloquetov kanal označava mjesto nekadašnje hijaloidne arterije.
Nakon regresije hijaloidne arterije, leća dobiva svu svoju hranu iz očne vodice. Hranjive tvari opskrbljuju leću konstantnim protokom tekućine ulazom na prednjem i stražnjem polu leće i izlazom u području ekvatora. Taj dinamičan proces održava Na+/K+ pumpa koja se nalazi se u stanicama lećnog epitela u području ekvatora.
Glukoza je glavni izvor energije za leću. Kako zrela lećna vlakna nemaju mitohondrije, oko 80% glukoze se metabolizira putem anaerobne respiracije. Preostale frakcije glukoze su prvenstveno paralelno vezane za pentoza fosfatni put. Nedostatak aerobne respiracije znači da leća troši vrlo malo kisika.

## Bolesti i poremećaji leće
• Katarakta je bilo kakvo zamućenje leće. Neka zamućenja su mala i ne zahtijevaju liječenje, druga pak mogu biti dovoljno velika da blokiraju ulaz svjetlosti i ometaju vid. Senilna katarakta je najčešća vrsta katarakte - obično se razvije kako starenjem leća postaje sve više i više neprozirna, ali katarakta također može biti kongenitalna ili se može razviti nakon ozljede leće. Dijabetes je također čimbenik rizika za razvoj katarakte.
• Presbiopija ili staračka dalekovidnost nastaje zbog toga što oko nakon određene dobi izgubi mogućnost izoštravanja bliskih predmeta. Točan mehanizam još nije poznat, ali promjene u tvrdoći, obliku i veličini leće koje nastaju starenjem su povezani s ovim stanjem.
• Ektopija leće je pomak leće iz normalnog položaja.
• Afakija je nedostatak leće. Može biti posljedica operacije ili ozljede, ili se može raditi o kongenitalnoj malformaciji.

## Dodatne slike
- Katarakta u ljudskom oku - Uvećan prikaz na biomikroskopu
- MR ljudskog oka s prikazanom lećom
- Unutarnja strana prednje očne komorice
- Leća, otvrdla i razdvojena na slojeve
- Rez kroz rub leće: vidljiv prijelaz lećnog epitela u lećna vlakna